# John B. Yeon State Scenic Corridor
Der John B. Yeon State Scenic Corridor ist ein 88 ha großer State Park am Historic Columbia River Highway im US-Bundesstaat Oregon. 
Im Park beginnt ein sanft ansteigender Wanderweg zu zwei abgelegenen und weniger besuchten Wasserfällen des McCord Creek. Die ersten Wasserfälle, die Elowah Falls, sind 1,5 km vom Parkplatz entfernt. Die Fälle stürzen über eine Basaltklippe und sind 65 m hoch. Der Weg führt weiter zu den höher gelegenen 19 m hohen McCord Creek Falls.
Außerdem bietet der Park einen guten Ausblick auf den Bonneville-Staudamm. 

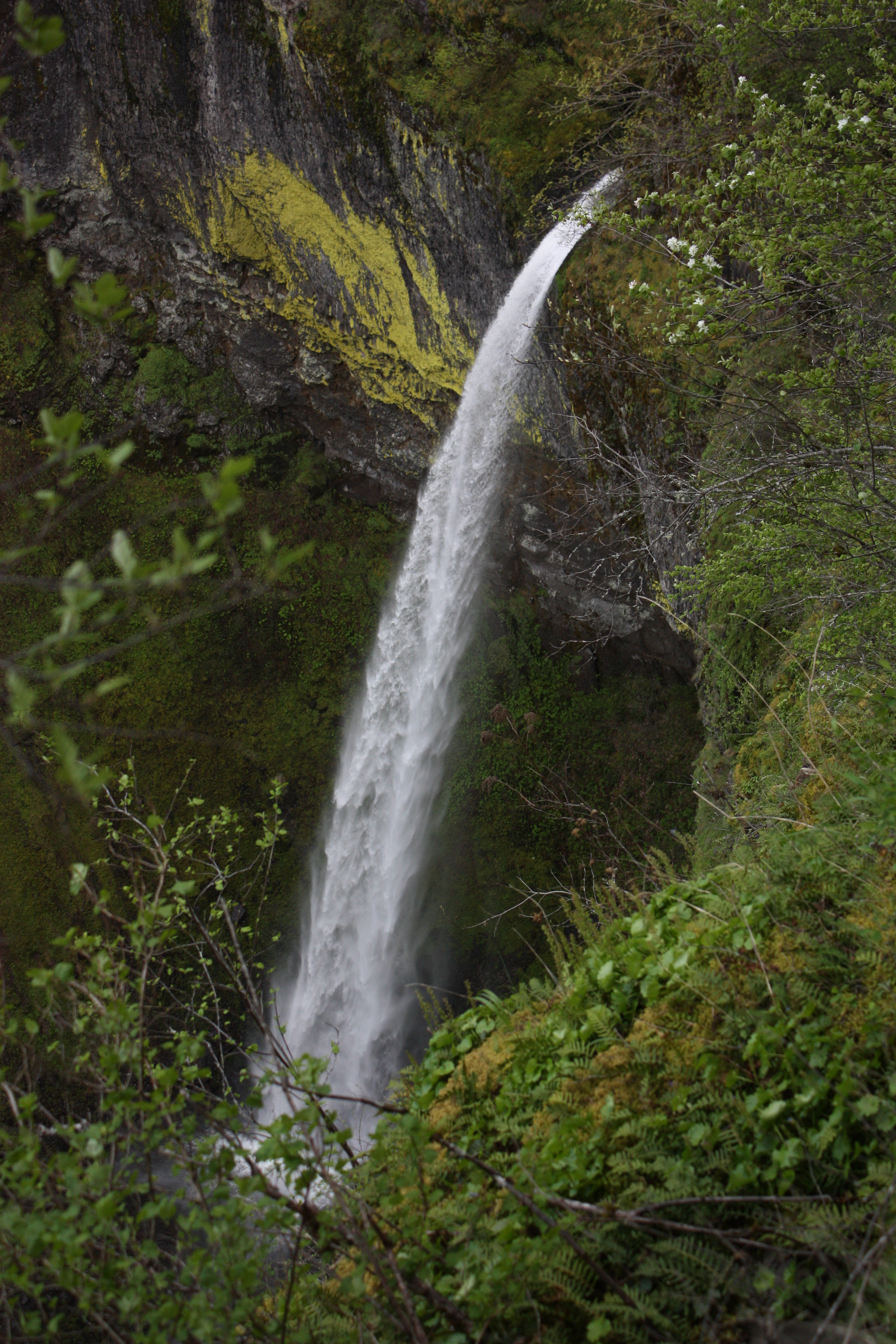
Elowah Falls

Das Parkgebiet wurde zwischen 1935 und 1956 durch Ankäufe vom Staat Oregon erworben. 1935 baute das Civilian Conservation Corps eine Brücke über den McCord Creek und legte einen Fußweg an. Benannt wurde der Park nach John B. Yeon, einem führenden Architekten und Bauleiter beim Bau des Columbia River Highways. Die Nutzung des Parks ist gebührenfrei. 